# Mammillaria goodridgei
Mammillaria goodridgei (укр. Мамілярія гудріджі, Мамілярія Гудріджа) —сукулентна рослина з роду мамілярія родини кактусових.

## Історія
Рослина була неправильно названа у своєму першому описі як Mammillaria goodrichii, згодом, рослині повертають правильну назву на ім'я дослідника, що знайшов цей кактус англ. Goodridge або латинською Goodridgius.
Mammillaria goodridgei була знайдена в 1846 році Джоном Гудріджем (англ. John Goodridge), який був корабельним військовим лікарем на Британському фрегаті «Herald». Рослина була знайдена на Мексиканському острові Седрос біля Тихоокеанського узбережжі Каліфорнії. Кактус потрапив від Гудріджа до доктора Сіменна (англ. Seemann), натураліста, який приєднався до експедиції, а від нього до Фрідріха Шира англ. Scheer, який коротко описав цю рослину.

## Ареал
Цей вид є ендемічною рослиною Мексики. Ареал зростання розташований на островах Седрос і Гвадалупе, штат Баха-Каліфорнія.

## Морфологічний опис
Рослини іноді групуються.
| Орган              | Опис |
| Коріння            | виступаюче, пробковидне |
| Стебло             | від кулястого до циліндричного, до 8 см заввишки, в діаметрі 4 см, інод гілкується в основі, але рідко більше ніж 2 або 3 відростками, глибоко занурене в ґрунт, звужується в основі до кореня |
| Епідерміс          | |
| Маміли             | без молочного соку, близько 5 мм завдовжки, конусоподібні, циліндричні, тупі, розширені в сторони до 5 мм, згладжені знизу |
| Ареоли             | |
| Аксили             | голі. |
| Центральні колючки | 3-5, коричневі, до 6 мм завдовжки, одна нижня зазвичай з гачком. |
| Радіальні колючки  | 10-13, вапняно-білі з темними кінцями, прямі, поширюється, завдовжки 4-7 мм. |
| Квіти              | кремового відтінку, воронкоподібні, 15 мм завдовжки і завширшки, зовнішніх пелюсток 6-8, гострі, кремового відтінку з широкими червоно-коричневими центральними прожилками, внутрішніх пелюсток 7-8, шириною 3 мм, тупі, кремового кольору з дуже блідо-рожевим рум'янцем, від черевної червоно-коричневою центральної смуги. |
| Бутони             | |
| Зовнішні пелюстки  | |
| Внутрішні пелюстки | |
| Тичинки            | жовті, тичинкові нитки рожеві. |
| Маточка            | від жовтого до рожевого кольору, рильце — 6, до 3,5 мм завдовжки, коричнево-зелене |
| Плоди              | булавоподібні, червоні, до 2,5 см завдовжки з постійною оцвітиною. |
| Насіння            | гладке, чорне. |

## Утримання в культурі
Це досить складна рослина для культивування, так само як і його найближчі сусіди по ряду Ancistracanthae Mammillaria hutchisoniana ssp. louisae, Mammillaria blossfeldiana, що виростають по сусідству.
- Може загинути через невелику кількість грибка.
- Також може загинути через надлишок вологи.
- Потребує земляної суміші, що складається наполовину з ґрунту і наполовину з піску, що дозволяє трохи уникнути проблем з переливами.
- Потребує хорошого дренажу.
- Потребує великих горщиків, що б розмістити там товстий корінь.
- Корню потрібно дуже обережно давати підсихати між поливами.
- Рослина потребує повного, відкритого сонячного світла, яке допоможе хорошому розвитку колючок, компактному росту і цвітінню.

## Охоронні заходи
Охороняється Конвенцією про міжнародну торгівлю видами дикої фауни і флори, що перебувають під загрозою зникнення (CITES).

## Синоніми
- Mammillaria goodrichii Scheer ex Salm-Dyck, 1850
- Mammillaria goodridgii Scheer ex Seemann, 1856
- Mammillaria dioica K.Brandegee, 1897
- Chilita goodridgei (Salm-Dyck) Orcutt, 1926
- Ebnerella goodridgei (Salm-Dyck) Buxb., 1951
- Mammillaria goodridgii var. rectispina E.Y.Dawson ex G.E.Lindsay & E.Y.Dawson, 1952
- Mammillaria rectispina (E.Y.Dawson ex G.E.Lindsay & E.Y.Dawson) Repp., 1987